# Doshu
Doshu (jap. 道主) je naslov za osnivača ili predvodnika aikido organizacije.
Aikido je način ili put (Do), koji se mora se mora održavati u praksi. Osoba koja drži put je doshu. U japanskom jeziku postoje dva različita značenja riječi doshu. Prvo znači "gospodar puta", a drugo znači "čuvar puta". Razlika je u tome što može postojati samo jedan gospodar puta, ali je mnogo čuvara puta. Najviši učitelj u svakoj aikido organizacija bi se nazivati zvati doshu - čuvar puta.
Glavni učitelj bilo koje aikido organizacije trebao bi se zvati doshu (čuvar puta). Međutim, mnoge aikido organizacije zapravo nemaju doshu-a. Razlog tomu je što većina japanskih učitelja zapravo slijedi učenje nekog drugog, a naročito Moriheija Ueshibe. Ima i učitelja koji ne slijede određenog učitelja, ali zato slijede neku već utemeljenu filozofiju. Niti oni nisu čuvari puta. Stoga u svijetu aikida i nema mnogo doshu-a. Učitelj je doshu jedino kad poučava potpuno neovisno od bilo koje filozofije ili drugih učitelja, uključujući i one mrtve.